# Platystele portillae
Platystele portillae är en orkidéart som beskrevs av Carlyle August Luer. Platystele portillae ingår i släktet Platystele och familjen orkidéer.
Artens utbredningsområde är Ecuador. Inga underarter finns listade i Catalogue of Life.